# Triebschnee

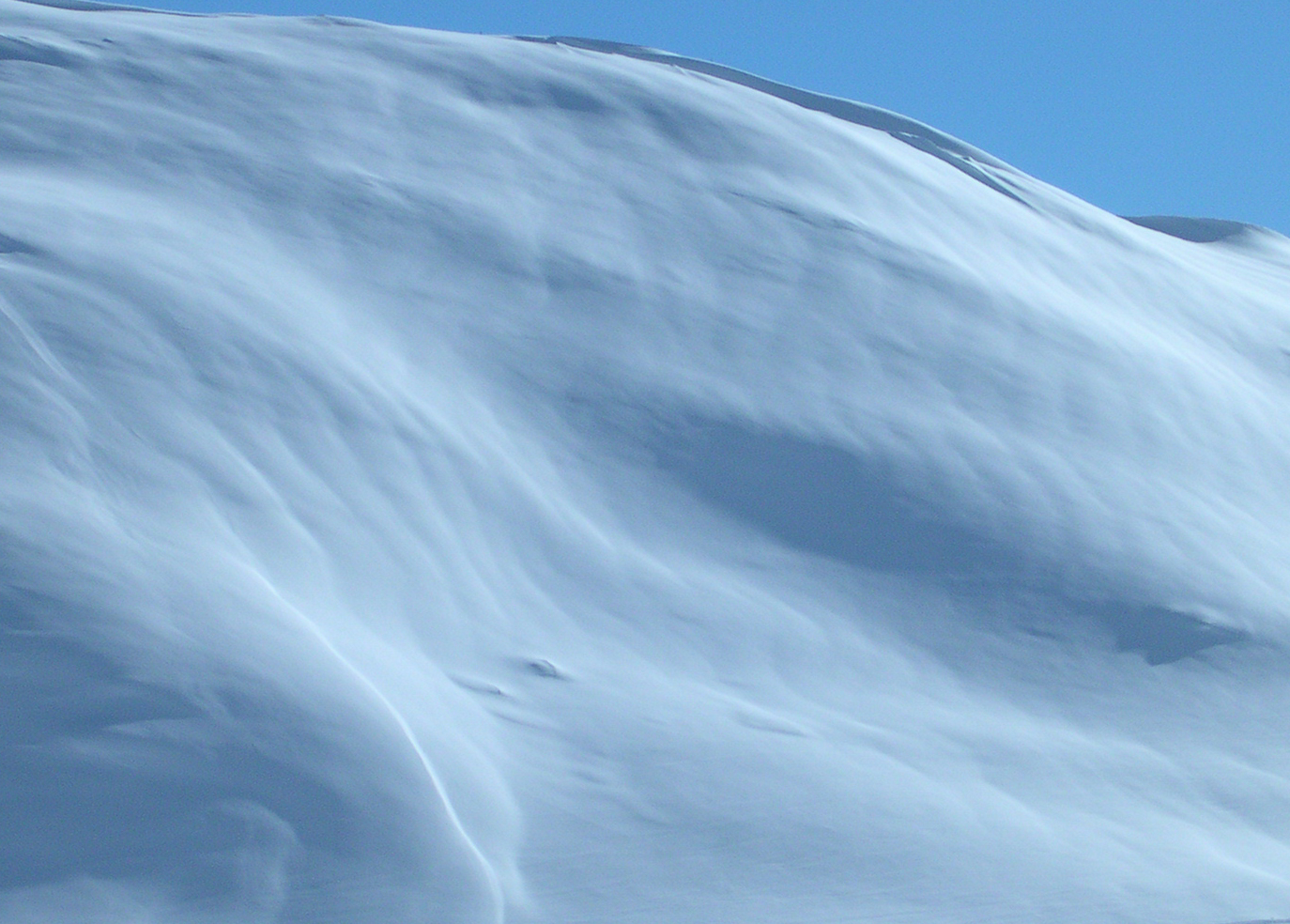
Frische Triebschneeansammlung, deutlich erkennbar an der gewellten Schneeoberfläche (Windrichtung von links)

Als Triebschnee bezeichnet man Schnee, der vom Wind verblasen wurde. In anderen Zusammenhängen, wie etwa im Bauwesen, wird feiner vom Wind getragener Schnee auch als Flugschnee bezeichnet. 
Triebschnee lagert sich an windgeschützten Stellen an. Dies kann etwa auf windabgewandten Hangseiten der Fall sein: Der Wind bläst den Schnee über den Bergkamm, dieser fällt im Windschatten des Kamms zu Boden und bildet dort eine Triebschneedecke. 
Da auf diese Weise durch den Wind große Schneemengen zusammengetragen werden, können in kurzer Zeit dicke Triebschneedecken entstehen, die zudem nur sehr lose mit den alten Schneeschichten verbunden sind. Innerhalb der Triebschneeansammlung selbst weisen die Schneekristalle allerdings eine hohe Bindung auf: Im Gegensatz zu frisch gefallenem Pulverschnee, dessen Flocken zufällig aufeinander zu liegen kommen, sind die Kristalle nach dem Windtransport deformiert und ineinander verhakt und bilden damit gefährliche Schneebretter. Triebschnee ist daher eine der häufigsten Lawinenursachen. Er kann auch im Zusammenhang mit dem Nigg-Effekt auftreten.
Für Wintersportler, insbesondere Skitourengeher, ist das Erkennen von Triebschnee aus diesem Grund sehr wichtig. Ein Anzeichen für Triebschnee kann eine dünenartig gewellte Schneeoberfläche sein. Eine solche ist eine typische Ablagerungserscheinung. Die steile Seite der Dünen zeigt dabei die Leeseite an, sodass auch die Windrichtung abgelesen werden kann. Auch Wechten, Sastrugi und vom Wind abgeblasene Kämme können dem geübten Wintersportler die Lage von Triebschneeansammlungen verraten. Eine besondere Gefahr bildet Triebschnee, wenn er durch nachfolgende Schneefälle verdeckt und damit schwer erkennbar ist.